# Aston Villa FC in het seizoen 1999/00
Dit artikel beschrijft de prestaties van voetbalclub Aston Villa FC in het seizoen 1999/2000. Dit seizoen werd de club zesde in de Premier League. In mei 2000 werd de finale van de FA Cup verloren van Chelsea. Roberto Di Matteo scoorde het enige doelpunt voor Chelsea. In de League Cup werd men uitgeschakeld door Leicester City in de halve finale. Matt Elliott stuurde de mannen van John Gregory met lege handen huiswaarts met een beslissend doelpunt. George Boateng kwam bij de club. De Nederlander met Ghanese roots kwam over van Coventry City. Het aanvallende compartiment werd versterkt met Benito Carbone (Sheffield Wednesday). In doel nam David James (Liverpool) plaats. James moest Mark Bosnich vervangen, die na 7 seizoenen de club verliet. De Fin Peter Enckelman was de nieuwe reservedoelman.

## Spelerskern
Spelers wier rugnummer is doorstreept verlieten de club tijdens het seizoen;
| Rugnummer     | Naam             | Nationaliteit      | Geboortedatum | Bij de club sinds | Vorige club                           |
| ------------- | ---------------- | ------------------ | ------------- | ----------------- | ------------------------------------- |
| Keepers       |                  |                    |               |                   |                                       |
| 1             | David James      | Engeland           | 01-08-1970    | 1999              | Liverpool                             |
| 13            | Neil Cutler      | Engeland           | 03-09-1976    | 1999              | Chester City                          |
| 39            | Peter Enckelman  | Finland            | 10-03-1977    | 1999              | TPS Turku                             |
| Verdedigers   |                  |                    |               |                   |                                       |
| 2             | Steve Watson     | Engeland           | 01-04-1974    | 1998              | Newcastle United                      |
| 3             | Alan Wright      | Engeland           | 28-09-1971    | 1995              | Blackburn Rovers                      |
| 4             | Gareth Southgate | Engeland           | 03-09-1970    | 1995              | Crystal Palace                        |
| 5             | Ugo Ehiogu       | Engeland           | 03-11-1972    | 1991              | West Bromwich Albion                  |
| 15            | Gareth Barry     | Engeland           | 23-02-1981    | 1998              | Brighton & Hove Albion                |
| 20            | Najwan Ghrayib   | Israël             | 30-01-1974    | 1999              | Hapoel Haifa                          |
| 24            | Mark Delaney     | Wales              | 13-05-1976    | 1999              | Cardiff City                          |
| 30            | Jon Bewers       | Engeland           | 10-09-1982    | 1999              | eigen jeugd                           |
| 31            | Jlloyd Samuel    | Trinidad en Tobago | 29-03-1981    | 1999              | Charlton Athletic                     |
| 34            | Colin Calderwood | Schotland          | 20-01-1965    | 1999              | Tottenham Hotspur                     |
| Middenvelders |                  |                    |               |                   |                                       |
| 6             | George Boateng   | Nederland          | 05-09-1975    | 1999              | Coventry City                         |
| 7             | Ian Taylor       | Engeland           | 04-06-1968    | 1994              | Sheffield Wednesday                   |
| 8             | Mark Draper      | Engeland           | 11-11-1970    | 1995              | Leicester City                        |
| 10            | Paul Merson      | Engeland           | 20-03-1968    | 1998              | Middlesbrough                         |
| 11            | Alan Thompson    | Engeland           | 22-12-1973    | 1998              | Bolton Wanderers                      |
| 17            | Lee Hendrie      | Engeland           | 18-05-1977    | 1994              | eigen jeugd                           |
| 26            | Steve Stone      | Engeland           | 20-08-1971    | 1998              | Nottingham Forest                     |
| Aanvallers    |                  |                    |               |                   |                                       |
| 9             | Dion Dublin      | Engeland           | 22-04-1969    | 1998              | Coventry City                         |
| 12            | Julian Joachim   | Engeland           | 20-09-1974    | 1995              | Leicester City                        |
| 18            | Benito Carbone   | Italië             | 14-08-1971    | 1999              | Sheffield Wednesday                   |
| 19            | Richard Walker   | Engeland           | 08-11-1977    | 1997              | eigen jeugd / Cambridge United (huur) |
| 22            | Darius Vassell   | Engeland           | 13-06-1980    | 1998              | eigen jeugd                           |
| 29            | Stan Collymore   | Engeland           | 22-01-1971    | 1997              | Liverpool                             |

- = Aanvoerder

| 1. 2. |

### Manager
|         |                     |               |
| Functie | Naam                | Nationaliteit |
| Coach   | John Gregory (foto) | Engeland      |

## Resultaten
Een overzicht van de competities waaraan Aston Villa in het seizoen 1999-2000 deelnam.
| Premier League | FA Cup   | League Cup   |
| -------------- | -------- | ------------ |
|                |          |              |
| 6e             | Finalist | Halve finale |

## Uitrustingen
Shirtsponsor: LDV Vans 

Sportmerk: Diadora
| Thuis |

## Premier League

### Wedstrijden
| №  | Datum      | Wedstrijd                         | Uitslag | P  |
| -- | ---------- | --------------------------------- | ------- | -- |
| 1  | 07.08.1999 | Newcastle United – Aston Villa    | 0–1     | 3  |
| 2  | 11.08.1999 | Aston Villa – Everton             | 3–1     | 6  |
| 3  | 16.08.1999 | Aston Villa – West Ham United     | 2–2     | 7  |
| 4  | 21.08.1999 | Chelsea – Aston Villa             | 1–0     | 7  |
| 5  | 24.08.1999 | Watford – Aston Villa             | 0–1     | 10 |
| 6  | 28.08.1999 | Aston Villa – Middlesbrough       | 1–0     | 13 |
| 7  | 11.09.1999 | Arsenal – Aston Villa             | 3–1     | 13 |
| 8  | 18.09.1999 | Aston Villa – Bradford City       | 1–0     | 16 |
| 9  | 25.09.1999 | Leicester City – Aston Villa      | 3–1     | 16 |
| 10 | 02.10.1999 | Aston Villa – Liverpool           | 0–0     | 17 |
| 11 | 18.10.1999 | Sunderland – Aston Villa          | 2–1     | 17 |
| 12 | 23.10.1999 | Aston Villa – Wimbledon           | 1–1     | 18 |
| 13 | 30.10.1999 | Manchester United – Aston Villa   | 3–0     | 18 |
| 14 | 06.11.1999 | Aston Villa – Southampton         | 0–1     | 18 |
| 15 | 22.11.1999 | Coventry City – Aston Villa       | 2–1     | 18 |
| 16 | 27.11.1999 | Everton – Aston Villa             | 0–0     | 19 |
| 17 | 04.12.1999 | Aston Villa – Newcastle United    | 0–1     | 19 |
| 18 | 18.12.1999 | Aston Villa – Sheffield Wednesday | 2–1     | 22 |
| 19 | 26.12.1999 | Derby County – Aston Villa        | 0–2     | 25 |
| 20 | 29.12.1999 | Aston Villa – Tottenham Hotspur   | 1–1     | 26 |
| 21 | 03.01.2000 | Leeds United – Aston Villa        | 1–2     | 29 |
| 22 | 15.01.2000 | West Ham United – Aston Villa     | 1–1     | 30 |
| 23 | 22.01.2000 | Aston Villa – Chelsea             | 0–0     | 31 |
| 24 | 05.02.2000 | Aston Villa – Watford             | 4–0     | 34 |
| 25 | 14.02.2000 | Middlesbrough – Aston Villa       | 0–4     | 37 |
| 26 | 26.02.2000 | Bradford City – Aston Villa       | 1–1     | 38 |
| 27 | 05.03.2000 | Aston Villa – Arsenal             | 1–1     | 39 |
| 28 | 11.03.2000 | Aston Villa – Coventry City       | 1–0     | 42 |
| 29 | 15.03.2000 | Liverpool – Aston Villa           | 0–0     | 43 |
| 30 | 18.03.2000 | Southampton – Aston Villa         | 2–0     | 43 |
| 31 | 25.03.2000 | Aston Villa – Derby County        | 2–0     | 46 |
| 32 | 05.04.2000 | Sheffield Wednesday – Aston Villa | 0–1     | 49 |
| 33 | 09.04.2000 | Aston Villa – Leeds United        | 1–0     | 52 |
| 34 | 15.04.2000 | Tottenham Hotspur – Aston Villa   | 2–4     | 55 |
| 35 | 22.04.2000 | Aston Villa – Leicester City      | 2–2     | 56 |
| 36 | 29.04.2000 | Aston Villa – Sunderland          | 1–1     | 57 |
| 37 | 06.05.2000 | Wimbledon – Aston Villa           | 2–2     | 58 |
| 38 | 14.05.2000 | Aston Villa – Manchester United   | 0–1     | 58 |

### Eindstand
| Rang | Team                | We | Wi | Ge | Ve | Pu | Vo | Te | Sa  | Fa    |
| ---- | ------------------- | -- | -- | -- | -- | -- | -- | -- | --- | ----- |
|      | Manchester United   | 38 | 28 | 7  | 3  | 91 | 96 | 45 | 51  | 2,133 |
| 2    | Arsenal             | 38 | 22 | 7  | 9  | 73 | 73 | 43 | 30  | 1,698 |
| 3    | Leeds United        | 38 | 21 | 6  | 11 | 69 | 58 | 43 | 15  | 1,349 |
| 4    | Liverpool           | 38 | 19 | 10 | 9  | 67 | 51 | 30 | 21  | 1,7   |
| 5    | Chelsea             | 38 | 18 | 11 | 9  | 65 | 53 | 34 | 19  | 1,559 |
| 6    | Aston Villa         | 38 | 15 | 13 | 10 | 58 | 46 | 35 | 11  | 1,314 |
| 7    | Sunderland          | 38 | 16 | 10 | 12 | 58 | 57 | 55 | 2   | 1,036 |
| 8    | Leicester City      | 38 | 16 | 7  | 15 | 55 | 55 | 55 | 0   | 1     |
| 9    | West Ham United     | 38 | 15 | 10 | 13 | 55 | 52 | 53 | -1  | 0,981 |
| 10   | Tottenham Hotspur   | 38 | 15 | 8  | 15 | 53 | 57 | 49 | 8   | 1,163 |
| 11   | Newcastle United    | 38 | 14 | 10 | 14 | 52 | 63 | 54 | 9   | 1,167 |
| 12   | Middlesbrough       | 38 | 14 | 10 | 14 | 52 | 46 | 52 | -6  | 0,885 |
| 13   | Everton             | 38 | 12 | 14 | 12 | 50 | 59 | 49 | 10  | 1,204 |
| 14   | Coventry City       | 38 | 12 | 8  | 18 | 44 | 47 | 54 | -7  | 0,87  |
| 15   | Southampton         | 38 | 12 | 8  | 18 | 44 | 45 | 62 | -17 | 0,726 |
| 16   | Derby County        | 38 | 9  | 11 | 18 | 38 | 44 | 57 | -13 | 0,772 |
| 17   | Bradford City       | 38 | 9  | 9  | 20 | 36 | 38 | 68 | -30 | 0,559 |
| 18   | Wimbledon           | 38 | 7  | 12 | 19 | 33 | 46 | 74 | -28 | 0,622 |
| 19   | Sheffield Wednesday | 38 | 8  | 7  | 23 | 31 | 38 | 70 | -32 | 0,543 |
| 20   | Watford             | 38 | 6  | 6  | 26 | 24 | 35 | 77 | -42 | 0,455 |

### Statistieken
Bijgaand een overzicht van de spelers van Aston Villa, die in het seizoen 1999/00 onder leiding van trainer  John Gregory speeltijd kregen in de Premier League.
| Naam             | Duels | Goal | Kreeg geel | Kreeg voor de tweede keer geel en dus rood | Weggestuurd |
| ---------------- | ----- | ---- | ---------- | ------------------------------------------ | ----------- |
| Julian Joachim   | 33    | 6    | 0          | 0                                          | 0           |
| George Boateng   | 33    | 2    | 9          | 0                                          | 0           |
| Paul Merson      | 32    | 5    | 2          | 0                                          | 0           |
| Alan Wright      | 32    | 1    | 5          | 0                                          | 0           |
| Gareth Southgate | 31    | 0    | 2          | 1                                          | 0           |
| Ugo Ehiogu       | 31    | 1    | 5          | 0                                          | 0           |
| Gareth Barry     | 30    | 1    | 6          | 0                                          | 0           |
| Ian Taylor       | 29    | 5    | 8          | 0                                          | 0           |
| Lee Hendrie      | 29    | 1    | 6          | 0                                          | 0           |
| David James      | 29    | 0    | 0          | 0                                          | 0           |
| Mark Delaney     | 28    | 1    | 6          | 0                                          | 0           |
| Dion Dublin      | 26    | 12   | 1          | 0                                          | 0           |
| Benito Carbone   | 24    | 3    | 1          | 0                                          | 0           |
| Steve Stone      | 24    | 1    | 0          | 0                                          | 0           |
| Alan Thompson    | 21    | 2    | 7          | 0                                          | 0           |
| Colin Calderwood | 18    | 0    | 1          | 0                                          | 0           |
| Steve Watson     | 14    | 0    | 4          | 0                                          | 0           |
| Darius Vassell   | 11    | 0    | 1          | 0                                          | 0           |
| Jlloyd Samuel    | 9     | 0    | 2          | 0                                          | 0           |
| Richard Walker   | 5     | 2    | 0          | 0                                          | 0           |
| Najwan Ghrayib   | 5     | 0    | 0          | 0                                          | 0           |
| Jon Bewers       | 1     | 0    | 0          | 0                                          | 0           |
| Neil Cutler      | 1     | 0    | 0          | 0                                          | 0           |
| Mark Draper      | 1     | 0    | 0          | 0                                          | 0           |

## Fa Cup
|                         |               |       |             |                                                                                     |
| 20 mei 2000 15:00 UTC+1 | Chelsea       | 1 – 0 | Aston Villa | Wembley Stadium, Londen Toeschouwers: 78.217 Scheidsrechter: Graham Poll (Engeland) |
| 20 mei 2000 15:00 UTC+1 | Di Matteo 73' |       |             | Wembley Stadium, Londen Toeschouwers: 78.217 Scheidsrechter: Graham Poll (Engeland) |

| Chelsea | Aston Villa |

| Chelsea:        |    |                    |            |
|                 |    |                    |            |
| GK              | 1  | Ed de Goeij        |            |
| RB              | 2  | Mario Melchiot     | 18'        |
| CB              | 5  | Marcel Desailly    |            |
| CB              | 4  | Frank Lebœuf       |            |
| LB              | 12 | Celestine Babayaro |            |
| DM              | 7  | Didier Deschamps   |            |
| CM              | 11 | Dennis Wise        | 28'        |
| CM              | 16 | Roberto Di Matteo  |            |
| AM              | 8  | Gustavo Poyet      | Kreeg geel |
| CF              | 25 | Gianfranco Zola    | 89'        |
| CF              | 31 | George Weah        | 88'        |
| Wisselspelers:  |    |                    |            |
| GK              | 23 | Carlo Cudicini     |            |
| DF              | 26 | John Terry         |            |
| MF              | 34 | Jon Harley         |            |
| MF              | 20 | Jody Morris        | 89'        |
| FW              | 19 | Tore André Flo     | 88'        |
| Coach:          |    |                    |            |
| Gianluca Vialli |    |                    |            |

| Aston Villa:   |    |                  |            |
|                |    |                  |            |
| GK             | 1  | David James      |            |
| RWB            | 24 | Mark Delaney     |            |
| CB             | 5  | Ugo Ehiogu       |            |
| CB             | 4  | Gareth Southgate |            |
| CB             | 15 | Gareth Barry     | 16'        |
| LWB            | 3  | Alan Wright      | 88'        |
| DM             | 6  | George Boateng   | Kreeg geel |
| CM             | 10 | Paul Merson      |            |
| CM             | 7  | Ian Taylor       | 79'        |
| AM             | 18 | Benito Carbone   | 79'        |
| CF             | 9  | Dion Dublin      |            |
| Wisselspelers: |    |                  |            |
| GK             | 39 | Peter Enckelman  |            |
| DF             | 31 | Jlloyd Samuel    |            |
| MF             | 26 | Steve Stone      | 79'        |
| MF             | 17 | Lee Hendrie      | 88'        |
| FW             | 12 | Julian Joachim   | 79'        |
| Coach:         |    |                  |            |
| John Gregory   |    |                  |            |